# Olomoucká radnice
Olomoucká radnice je radnice na Horním náměstí v Olomouci. Budova z 1. poloviny 15. století prošla mnohými přestavbami, její součástí je orloj se zvonkohrou. Tvoří dominantu historického jádra města a je chráněnou kulturní památkou České republiky.

## Historie
V roce 1261 udělil český král Přemysl Otakar II. městu privilegium, které umožňovalo výstavbu obecního domu. Následně pak v roce 1378 povolil moravský markrabě Jošt Lucemburský stavbu (tehdy gotické) budovy radnice, u které byl ve stejném roce položen i první základní kámen, čímž začala její výstavba. Společně se stavbou radnice byla založena i městská rada a k budově byla připojena tržnice, ze které městu plynuly poplatky. 

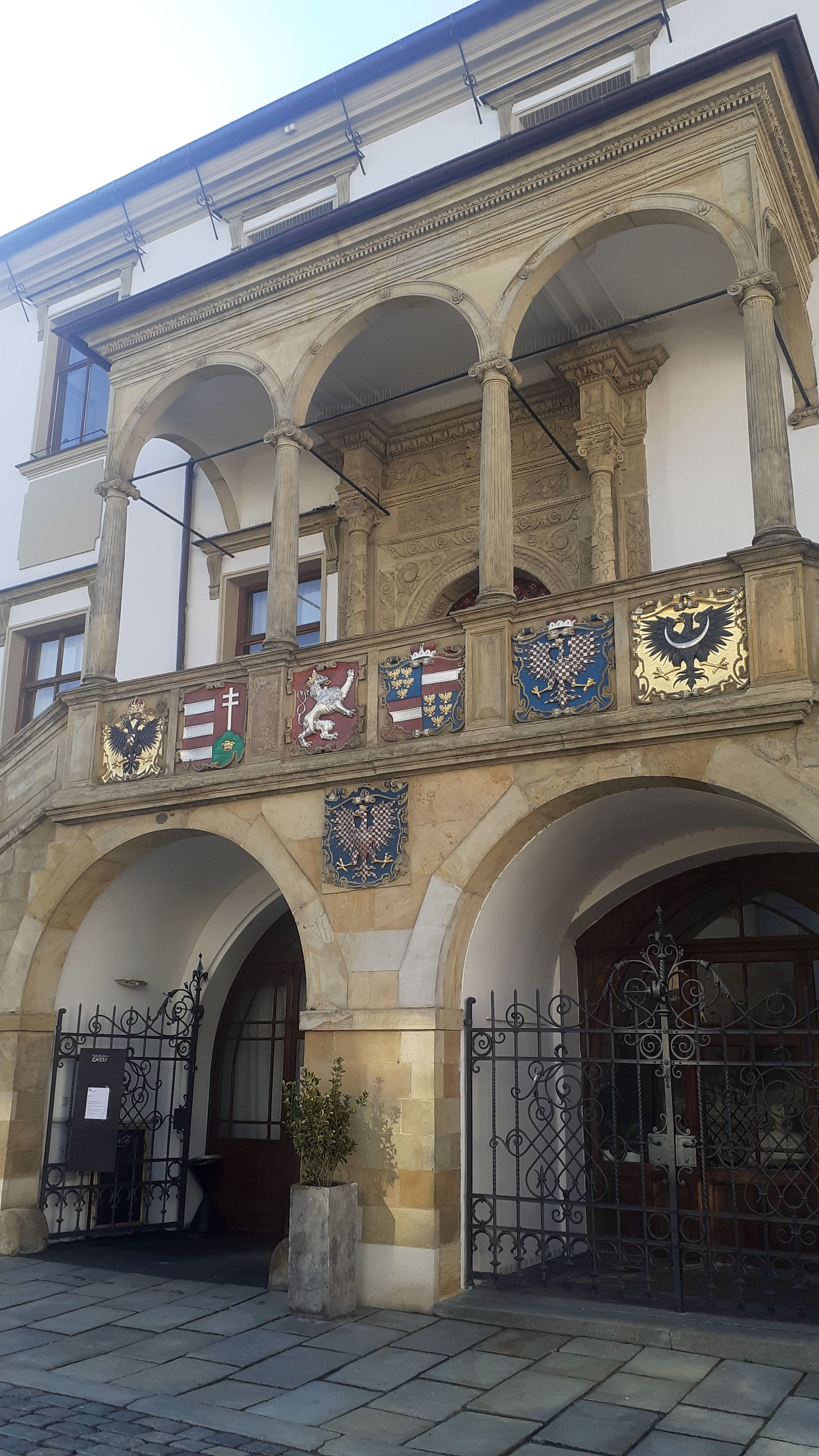
Renesanční schodiště s lodžií na východní straně s habsburskou znakovou galerii, vytvořenou za vlády císaře Rudolfa II. v roce 1591. Oprava radnice probíhající v letech 2017–2020 byla oficiálně dokončena 27. října 2020 odhalením obnovených znakových galerií nacházejících se na obou stranách radniční lodě. Při rekonstrukci radnice byla panovnickým a zemským znakům vrácena jejich barevnost (výpovědní hodnota) odstraněná při přestavbě radnice na počátku 20. století.

Tehdy ještě dřevěná provizorní stavba radnice byla realizována během let 1410–1411, ale k roku 1415 byly zastaveny další stavební práce, protože peníze šly na obranu města před husity. Asi roku 1417 radnice vyhořela a tak až v roce 1420 byla dokončena základní stavba kamenné budovy radnice (podle tradice již tehdy včetně orloje, ovšem první zmínka o něm je z roku 1519 v humanistické skladbě Štěpána Taurina). Ve 40. letech 15. století byly obnoveny přerušené práce a došlo ke zastřešení věže, vlastní stavba byla definitivně ukončena roku 1443.
Ovšem už 1474 došlo k rozsáhlé přestavbě radnice, především části s kupeckými krámy, na kterou bylo postaveno druhé patro. Byl vybudován velký slavnostní gotický sál a místnost pro orloj. Roku 1488 byla dokončena kaple sv. Jeronýma, která byla žehnána (tzn. vysvěcena) v roce 1491. Kolem roku 1500 byl na jižní straně radnice umístěn pranýř. V roce 1529 byla radní síň přestavěna a byl osazen východní portál. Roku 1591 kameník Hans Jost postavil manýristickou lodžii s dvouramenným schodištěm. V letech 1601–1607 byla stavba ukončena zvýšením věže na dnešních 75 m a renesančním arkádovým ochozem na věži.

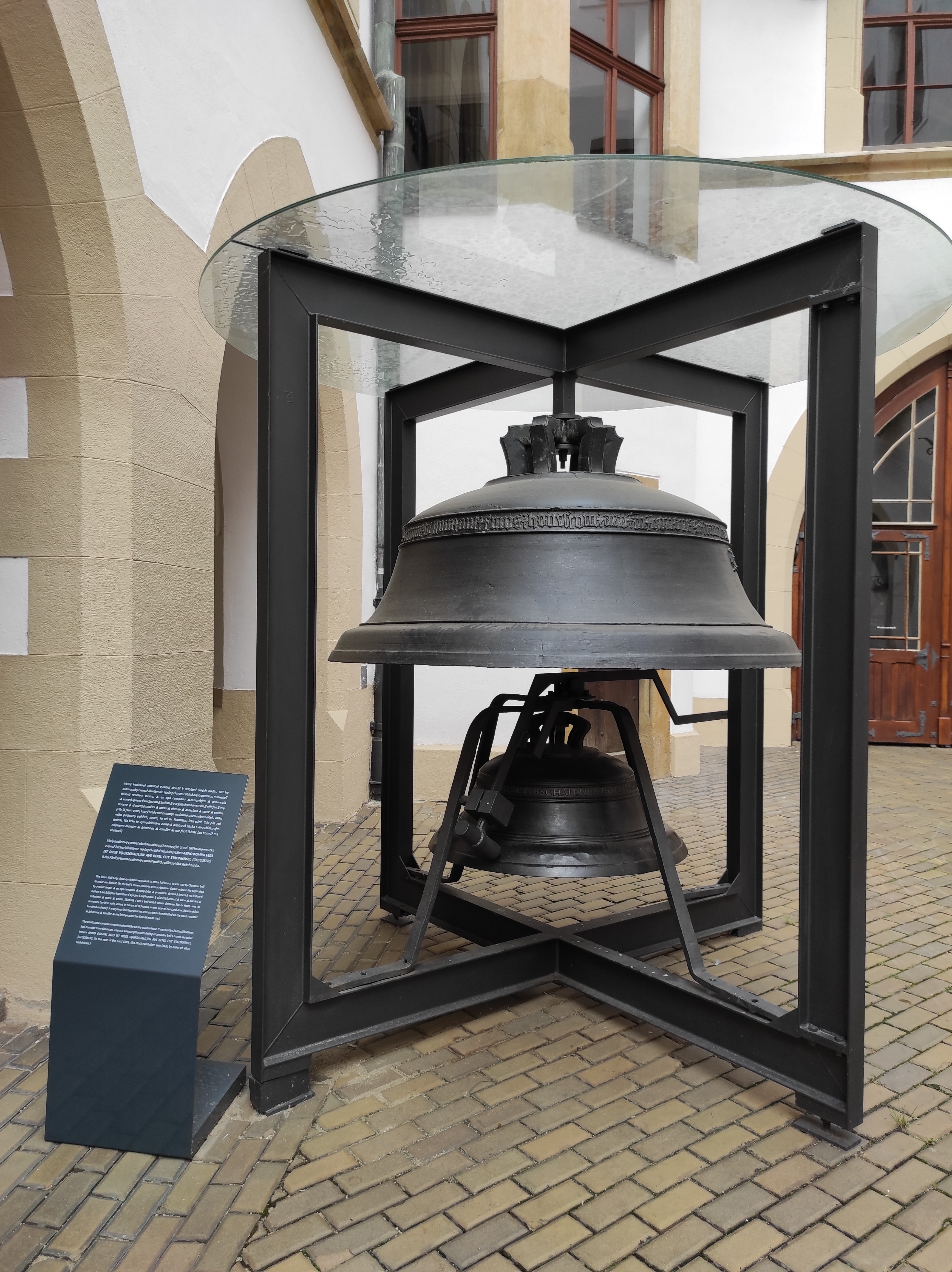
velký a malý hodinový cimbál

Další úpravy byly provedeny v 1. polovině 19. století (vnější fasády, budovy v nádvoří). V roce 1898 byla v západním průčelí vybudována kašna s figurou chlapce na delfínovi. V roce 1945 byla poškozena a místo ní byla o tři roky později instalována socha Hygie od Karla Lenharta.
V letech 1849 až 1901 byla radnice sídlem krajského soudu a dalších státních institucí, samospráva města včetně rady a starosty mezitím sídlila v blízkém Edelmannově paláci. Barokní úpravy byly odstraněny během rekonstrukce z let 1898–1904, po níž se obecní orgány opět do radnice vrátily. Orloj byl ale poškozen událostmi na úplném konci druhé světové války, a proto byl v letech 1947–1955 kompletně přebudován Karlem Svolinským ve stylu socialistického realismu. V 90. letech 20. století došlo na rekonstrukci střech, fasád a arkýře a v letech 2017–2018 pak ke komplexní opravě a restaurování celé budovy. Oprava byla oficiálně dokončena v říjnu 2020 odhalením obnovených znakových galerií nacházejících se na obou stranách radniční budovy a slunečních hodin na jihozápadním nároží. Na nádvoří radnice byly po restaurování vystaveny na speciální kovové konstrukci dva hodinové cimbály, velký (z roku 1501) a malý (z roku 1603). Původně byly zavěšeny ve velké lucerně radniční věže.
V budově radnice se nacházejí expozice k historii města, orloje a radnice.

## Popis
Gotická budova radnice je z roku 1378. Jedná se o čtyřkřídlou dvoupatrovou budovu obdélníkového půdorysu s vnitřním dvorem.  Má goticko-renesanční věž vysokou 75 m, gotické chodby, velký sál, kapli sv. Jeronýma, gotický arkýř kaple na jižní straně a kašnu Hygie na západní straně. Renesanční úpravy jsou z 16. a 17. století: lodžie a portál, arkádový ochoz na zvýšené věži. Na parapetu lodžie jsou reliéfní znaky zemí Rakousko––Uherska, pod římsou znak města Olomouce. Nad bohatě zdobeným portálem do 1. patra radnice je štít se znakem Moravy.  Na radnici se též nachází olomoucký orloj z roku 1420, současná podoba orloje je od Karla Svolinského. Součástí výzdoby radnice je i řada kamenných erbovních štítů, osazených na západním schodišti. 

## Obřadní sál radnice

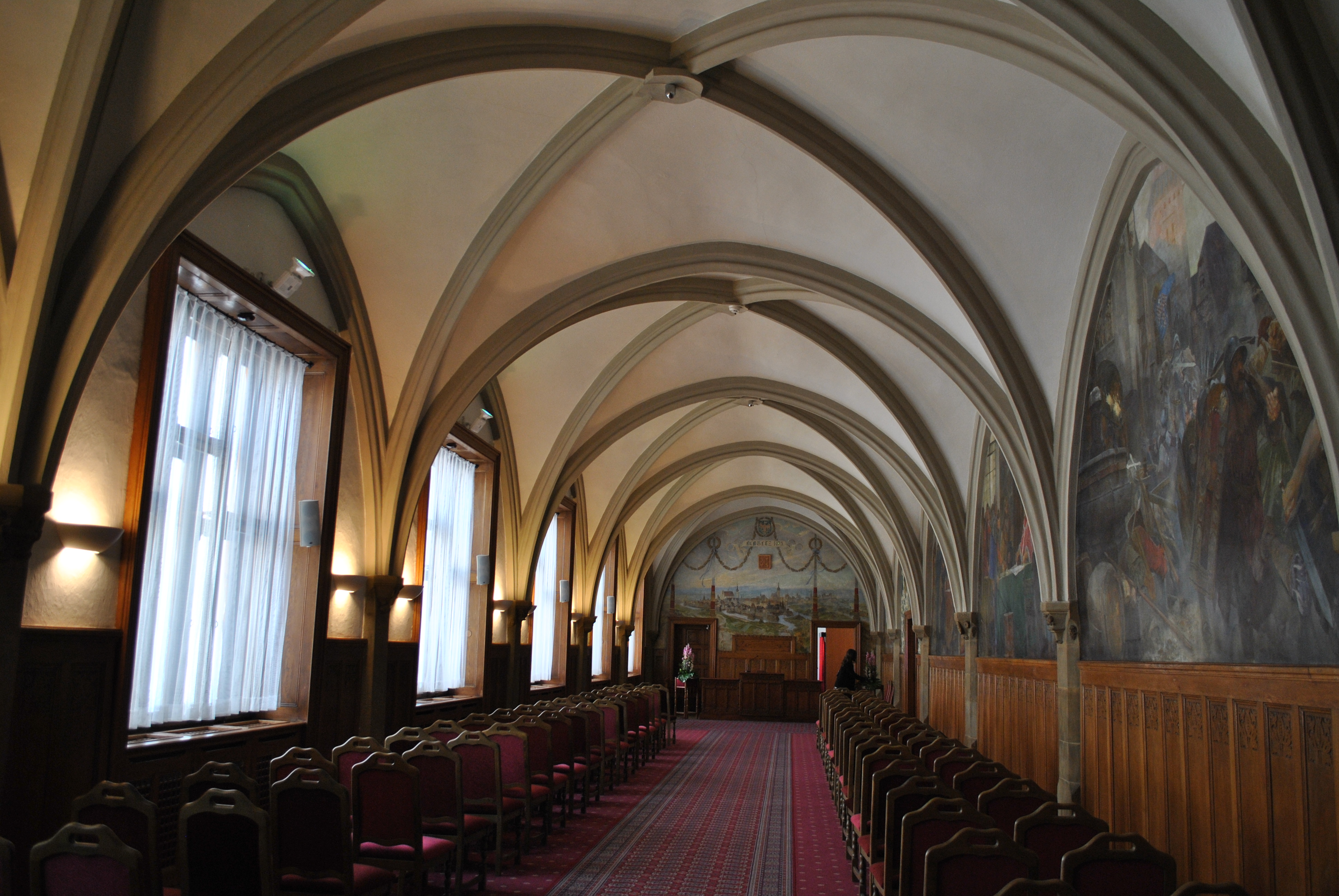
Křížová klenba v obřadním sálu

Radniční sál v prvním patře severního traktu pochází z první poloviny 15. století z období pozdní gotiky. Původně byl zaklenut devíti klenebními poli, ale při historizující přestavbě v letech 1902–1904 byl zkrácen na pouhých šest klenebních polí. V této době také malíř Karel Wild z Vídně vytvořil nástěnné malby v tomto slavnostním sále. MUDr. Hans Kux, jakožto tehdejší archivář a historik, vybral významné události z olomouckých dějin, které jsou zde dodnes vyobrazeny. Na východní stěně naproti vstupu do slavnostního sálu je pohled na město Olomouc. Na jižní straně je zobrazen Přemysl Otakar II., který předává zakládající listinu olomoucké radnice olomouckým radním. U vstupu pro představitele radnice jsou čtyři erby a nad dveřmi duplikát kodexu Václava z Jihlavy. Dále je zde vyobrazen Rudolf Habsburský, který u Ivančic potvrdil dosavadní olomoucká privilegia. Další malba zobrazuje sjednocení trojspolku Litovle, Uničova a Olomouce v roce 1469. Naproti malby města nad vstupem pro občany jsou pruská vojska, která obléhala olomouckou pevnost.
Klenba sálu je křížová. Každá jednotlivá konzola, z níž vybíhají žebra klenby hruškovitého průřezu, má jinou reliéfní výzdobu. Většina z konzol má florální či zoomorfní motiv (ještěrka, orlice, lev). Na několika konzolách se také nachází erby.

## Fotogalerie

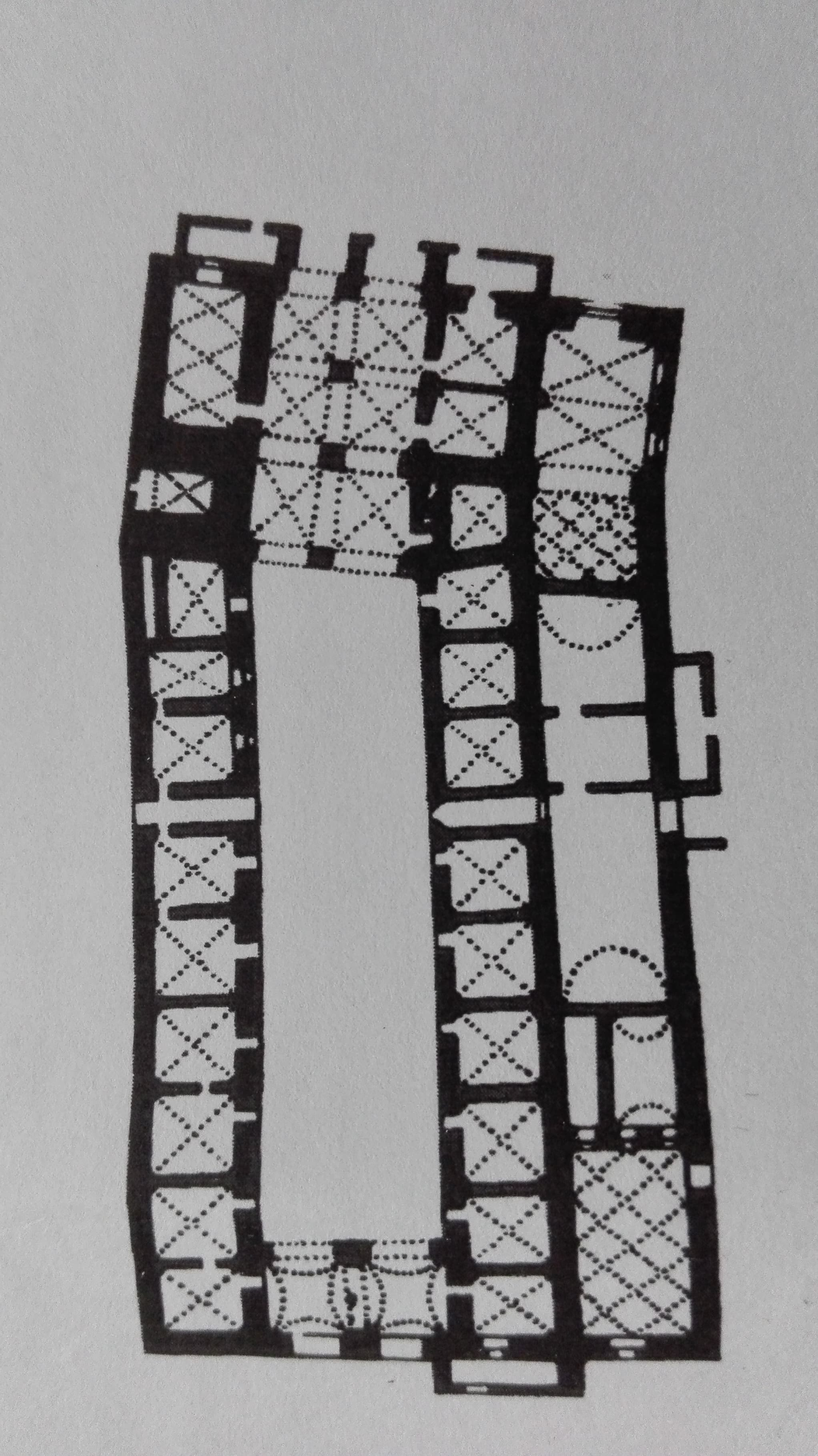
Půdorys radnice
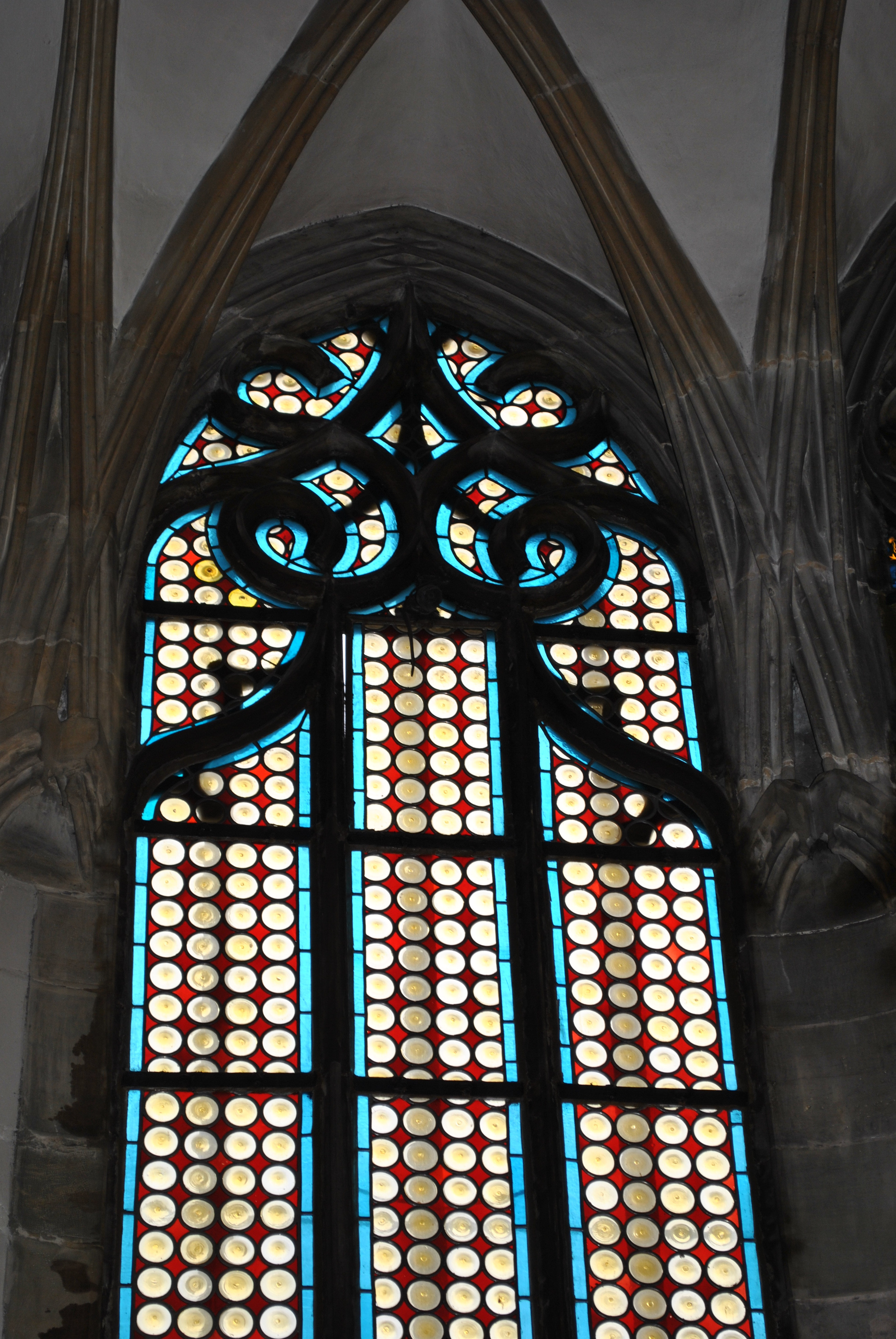
Okno s kamennou kružbou, s esovitými motivy a barevnou vitráží
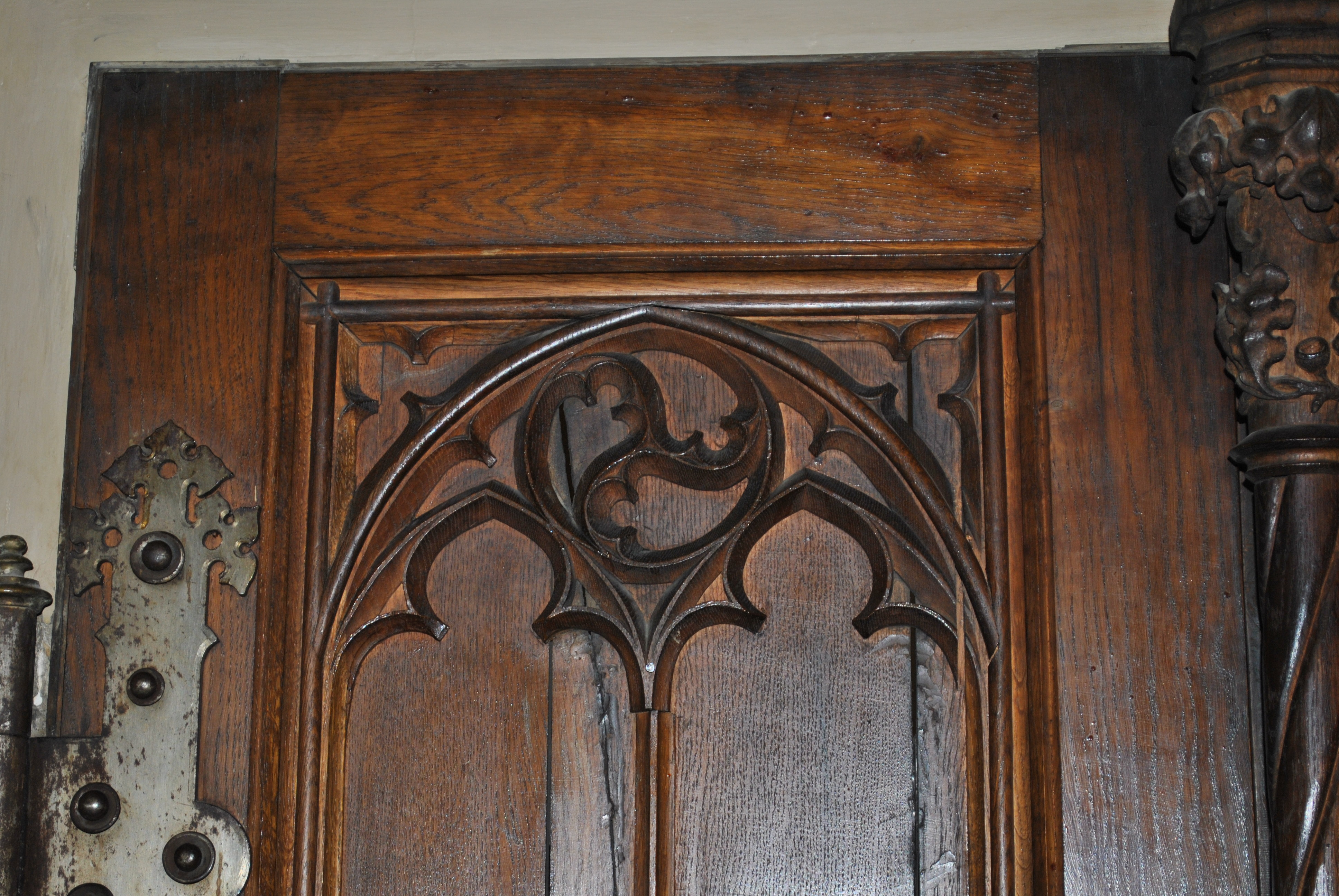
Detail ornamentu na dveřích napodobující kružbu v oknech
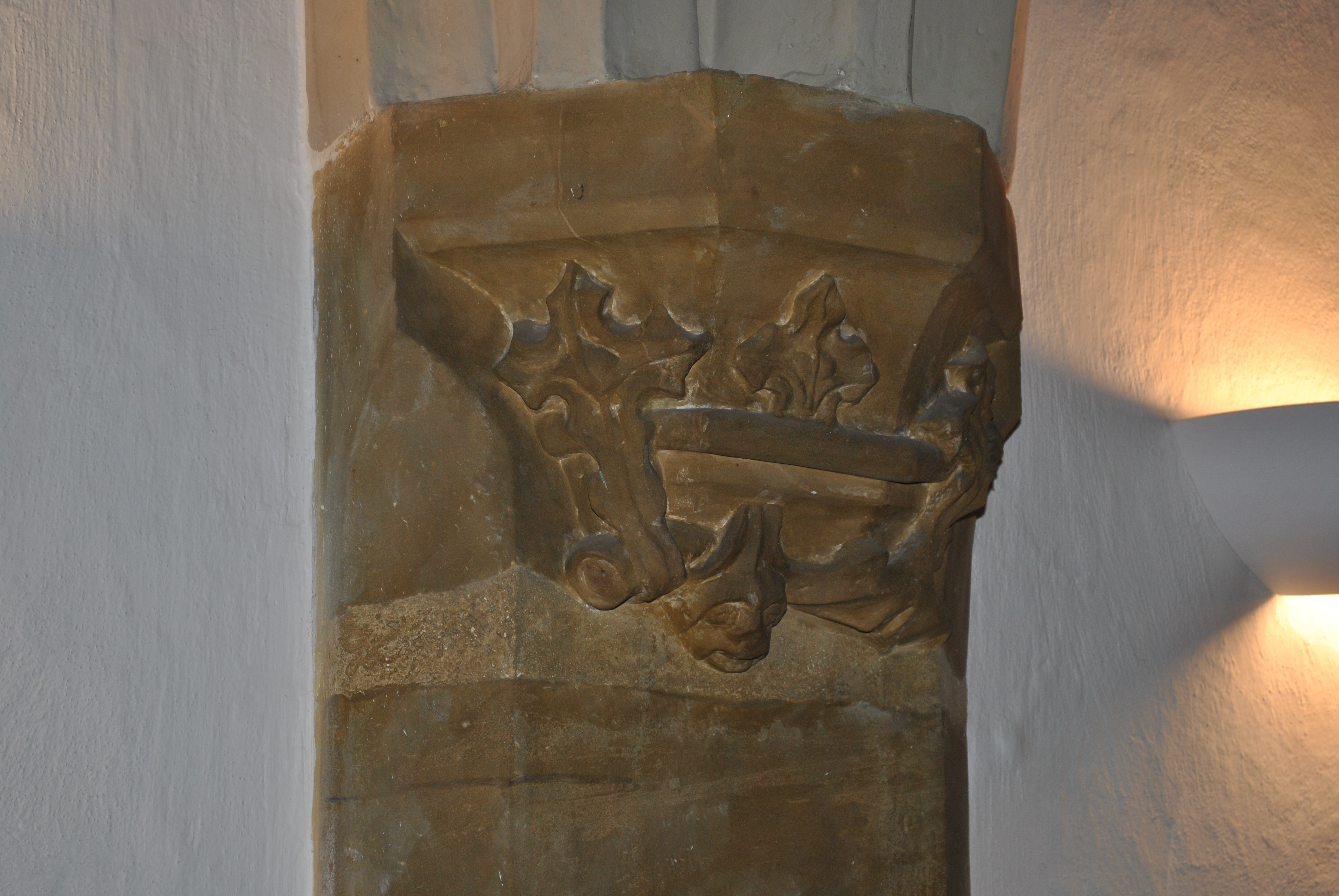
Detail konzoly s florálními motivy v obřadním sálu
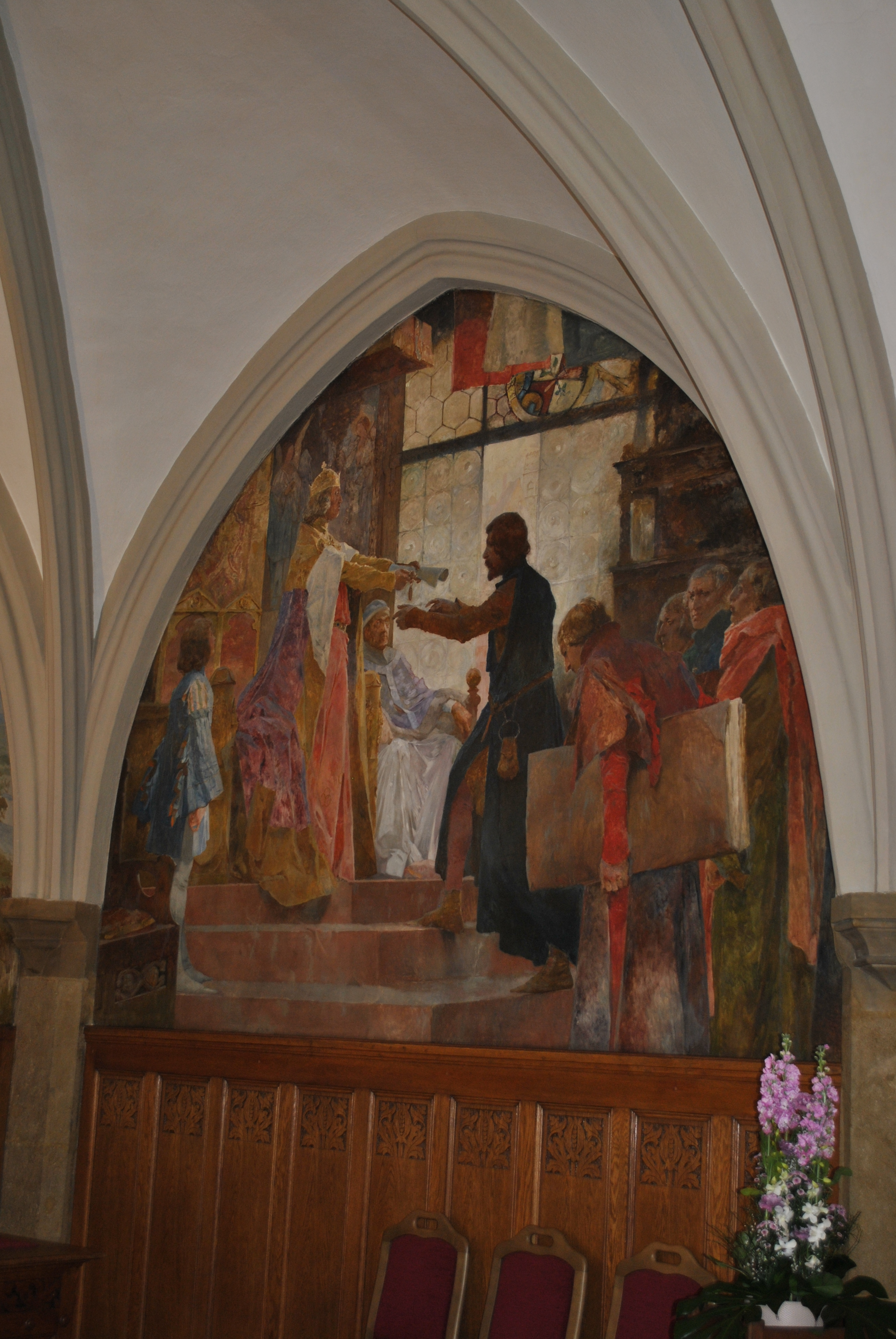
Malba v obřadním sálu: Přemysl Otakar II. předává zakládající listinu olomouckým radním
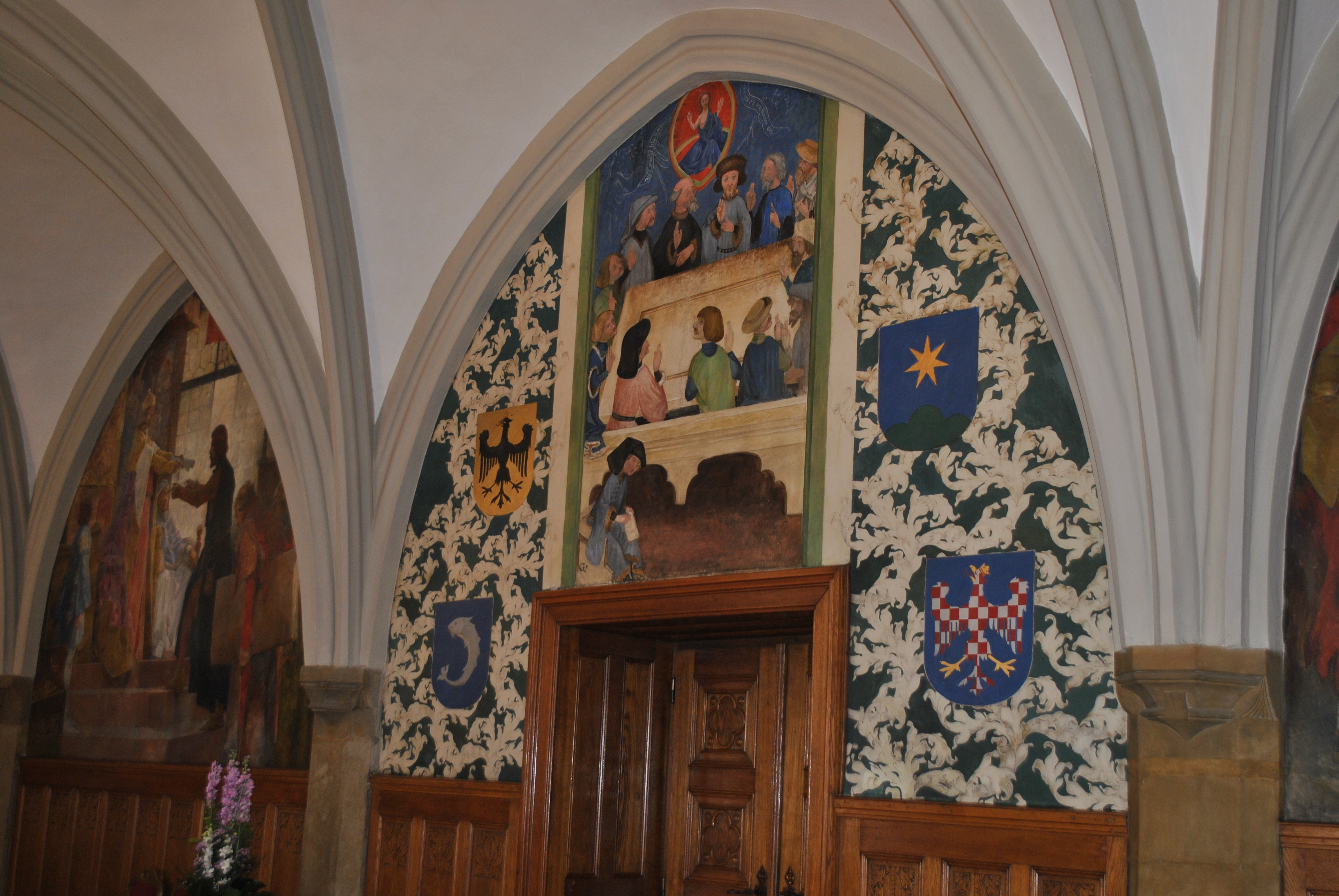
Malba v obřadním sálu: Duplikát kodexu Václava z Jihlavy
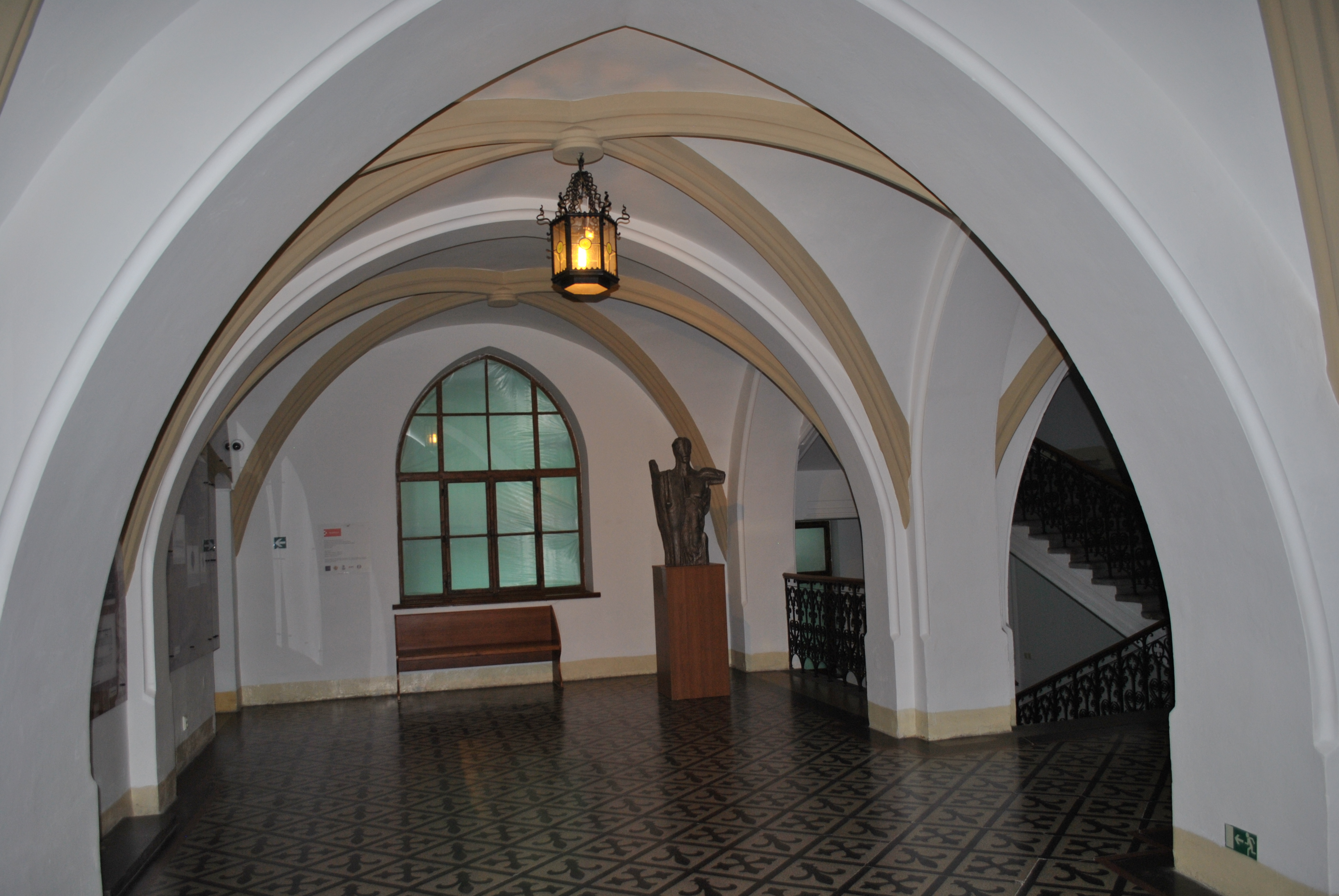
Křížová klenba na chodbě před vstupem do kaple
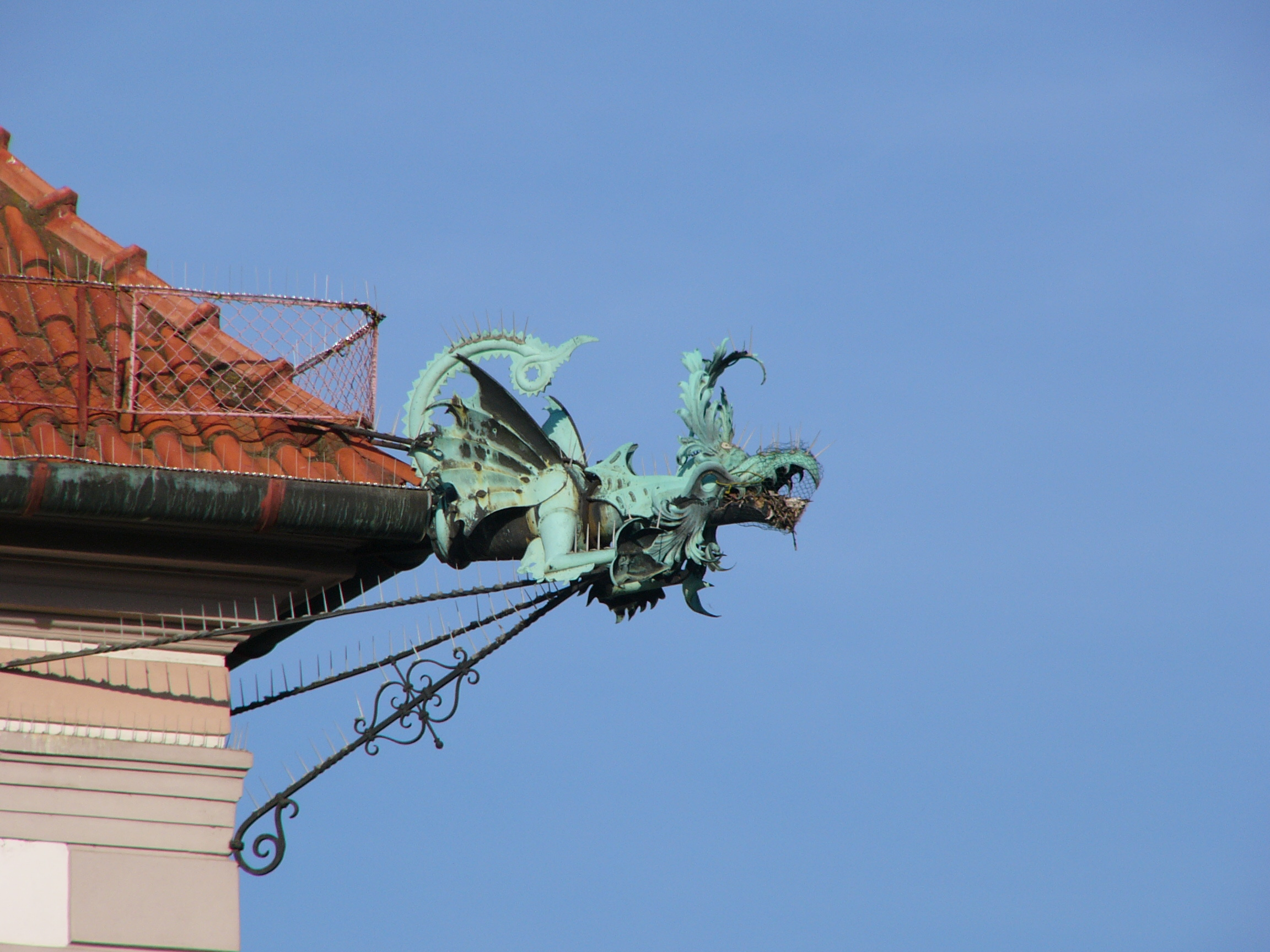
Ozdobný zoomorfní chrlič na okraji střechy
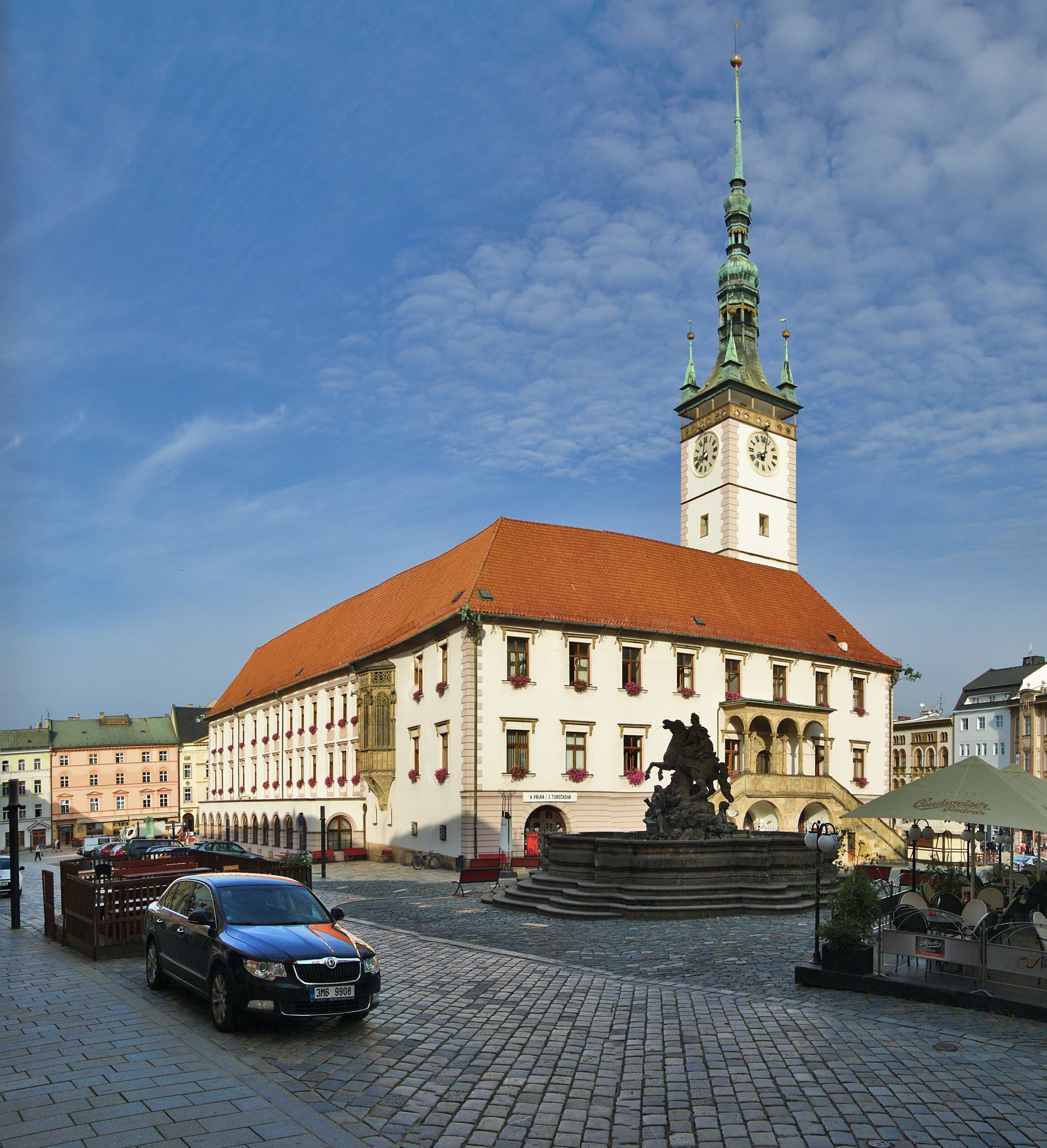
Radnice od východu
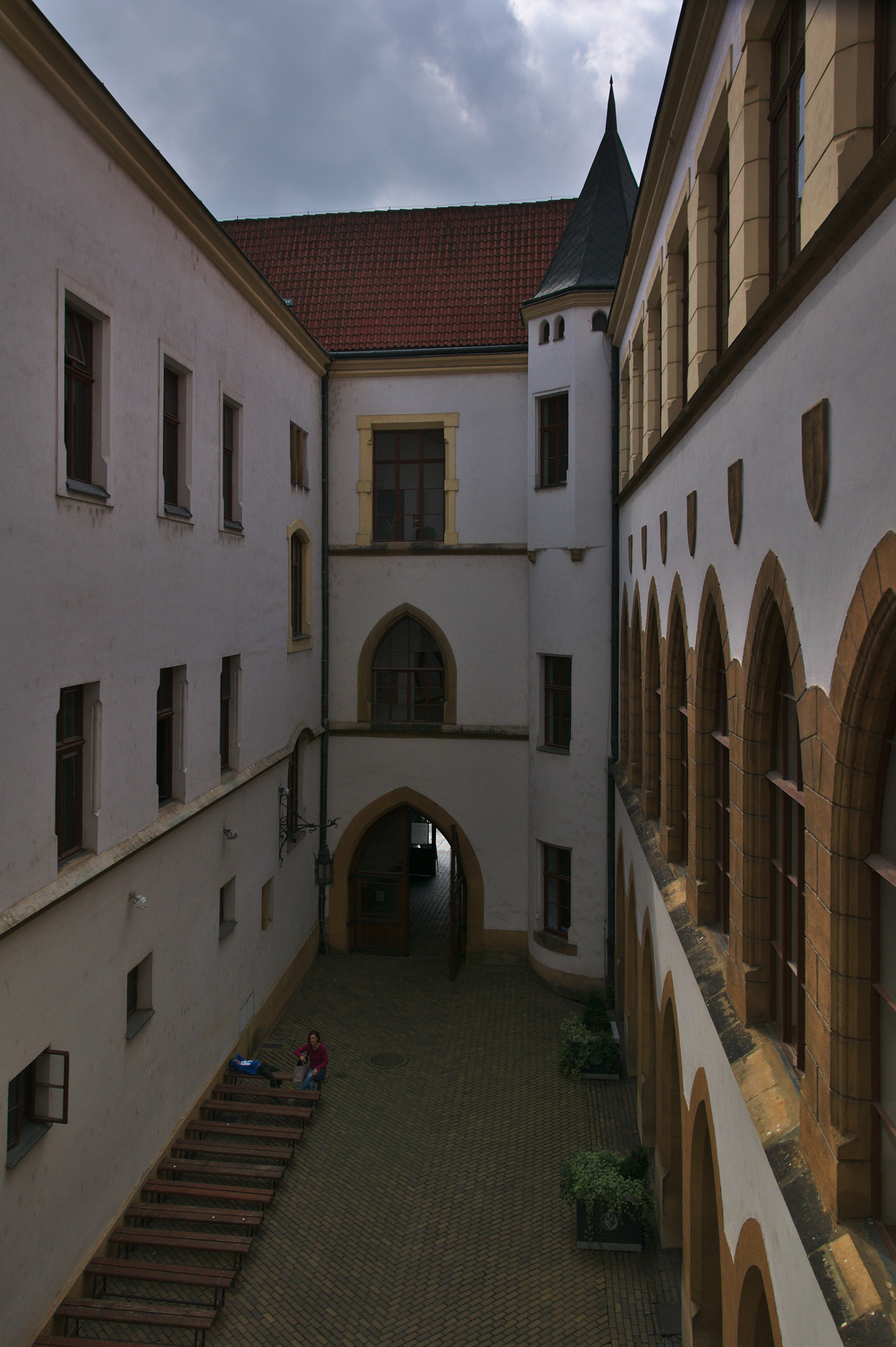
Nádvoří radnice s arkádou s lomenými oblouky
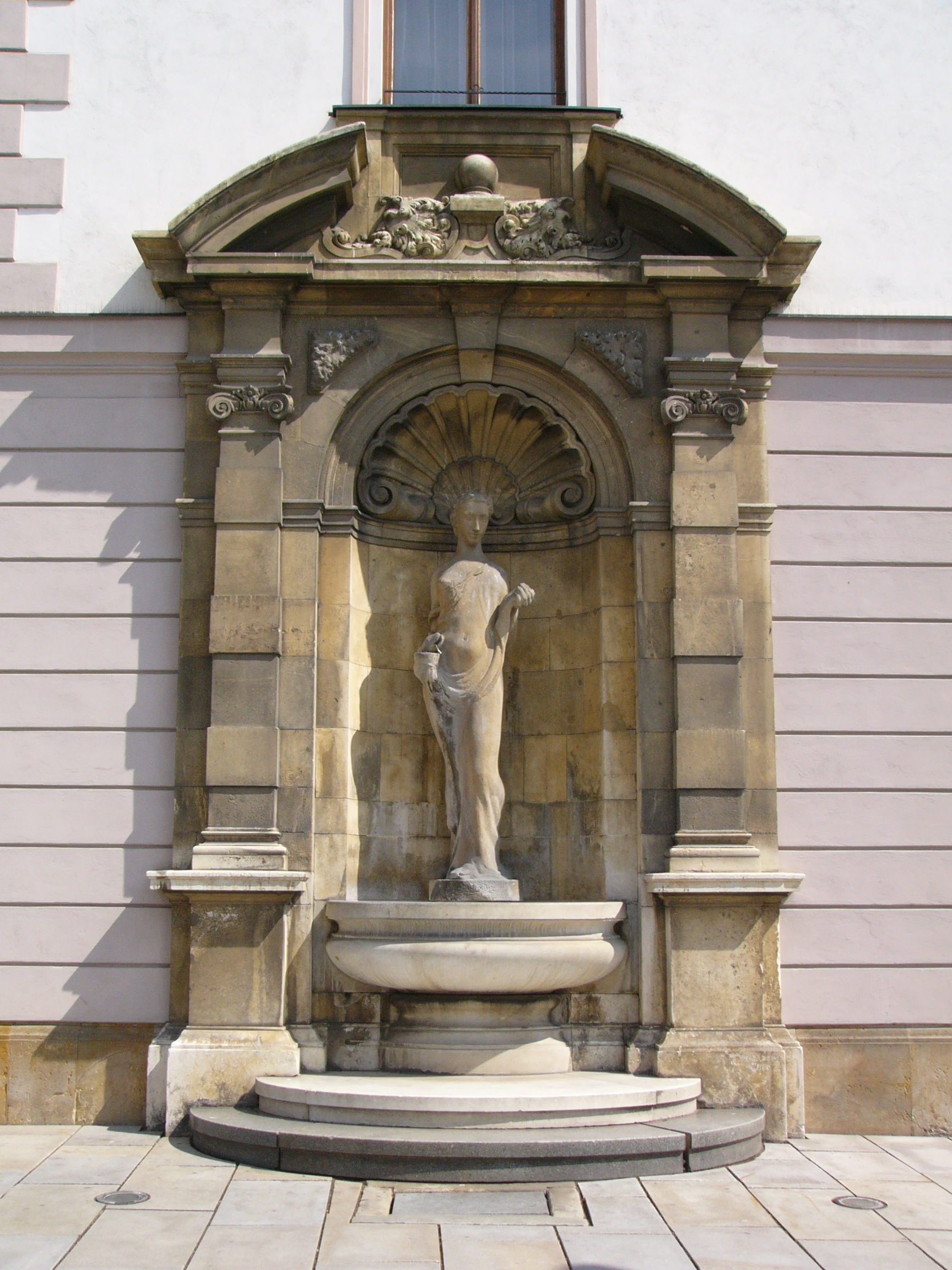
kašna Hygie
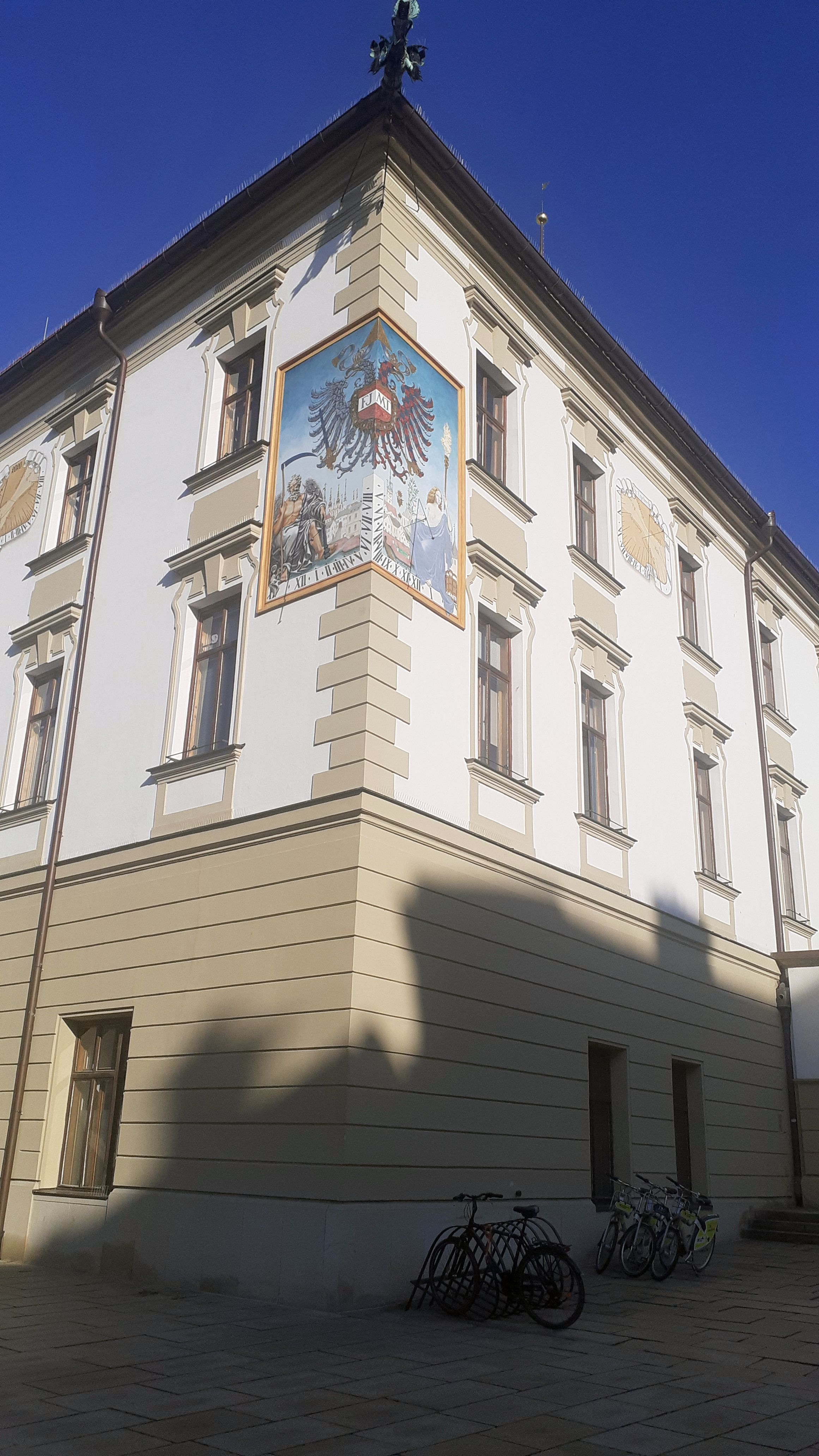
Nároží radnice se slunečními hodinami (po rekonstrukci v roce 2020)